# 중독예방·치유센터
중독예방·치유센터는 도박으로 인하여 발생하는 폐해와 부작용을 알리고 도박으로 인하여 고통받는 당사자와 그 가족들의 치유 및 재활을 위한 정책의 수립·시행을 담당하기 위하여 설립된 대한민국 사행산업통합감독위원회 소속 기관으로 중독예방치유센터장은 서기관 또는 4급상당의 일반직공무원이나 별정직공무원으로 보한다. 서울특별시 종로구 신문로1가 163 광화문 오피시아 7층에 위치하고 있다.

## 연혁
- 2007년 9월 14일 사행산업감독위원회 소속기관으로 중독예방·치유센터 직제 신설
- 2012년 11월 24일 중독예방·치유센터 직제 폐지 및 불법사행산업감시·신고센터 직제 신설

## 주요 업무
- 도박중독의 예방·치유를 위한 대책 수립 및 시행
- 도박중독 실태조사 및 도박중독 예방·치유·재활에 대한 연구
- 도박중독 분야 전문인력 양성
- 도박문제 대국민 교육 및 프로그램 개발·보급
- 기타 중독의 예방·치유를 위해 필요한 사항 등

## 조직

### 중독예방치유센터장
- 행정
- 상담원